# ORP Iskra (1917)
ORP „Iskra” – okręt szkolny polskiej Marynarki Wojennej, trzymasztowy szkuner gaflowy, pierwsza jednostka pływająca nosząca imię ORP „Iskra”. Została wprowadzona do służby w 1928 roku i pozostawała w niej do 1977 roku.

## Historia

### Początek służby i nabycie przez Polskę
Marynarka Wojenna Rzeczypospolitej Polskiej przez pewien czas po odzyskaniu niepodległości po I wojnie światowej nie posiadała jednostki pływającej przeznaczonej do przeprowadzania praktyk marynarsko-żeglarskich oraz podstawowego szkolenia nawigacyjnego. W związku z tym Kierownictwo Marynarki Wojennej w Warszawie rozpoczęło starania o pozyskanie okrętu żaglowego, który wypełniłby istniejącą lukę.
W wyniku tych działań w 1926 roku została podjęta decyzja o zakupie trzymasztowego szkunera gaflowego „St. Blane”, którego armatorem był A. Kennedy Ltd. z Glasgow. Jednostkę zwodowano 19 czerwca 1917 roku w holenderskiej stoczni G.M. Müller w Foxhol i do 1921 roku pływała pod banderą Holandii jako SV „Vlissingen”. Była wykorzystywana do przewożenia towarów w żegludze przybrzeżnej. W 1925 roku sprzedano ją do Szkocji, lecz już po kilku miesiącach nowy armator wystawił ją na sprzedaż. Cena zakupu przez rząd polski wyniosła 3900 funtów szterlingów.

### Służba w Polsce – okres międzywojenny
1 stycznia 1927 roku żaglowiec został przejęty w Grangemouth, po czym sprowadzony do Polski, pod tymczasową banderą handlową i dowództwem kpt. ż.w. Konstantego Matyjewicza-Maciejewicza. Po przybyciu 12 stycznia do Gdyni, 13 stycznia 1927 roku żaglowiec podniósł pierwszy raz banderę wojenną i nadano mu imię „Iskra”. W październiku 1927 rozpoczęto przebudowę i adaptację na żaglowiec szkolny w stoczni Danziger Werft und Eisenbahnwerkstaten A.G. (obecnie Stocznia Północna w Gdańsku). Przebudowę zakończono w lutym 1928 roku, a jej koszt wyniósł ok. 360 tys. guldenów (ok. 90 tys. funtów szterlingów). Ponowne podniesienie bandery po przebywaniu w rezerwie miało miejsce 6 maja 1928 roku. Portem macierzystym stała się Gdynia, w której stacjonowała większość jednostek pływających Floty.
Załoga stała była zwana szkieletową, ponieważ stanowili ją tylko żołnierze obsadzający najważniejsze stanowiska funkcyjne, co miało związek z charakterem okrętu. Każdorazowo podczas wyjścia w morze zaokrętowywano kilkudziesięcioosobową załogę szkolną, złożoną ze słuchaczy Szkoły Podchorążych Marynarki Wojennej w Toruniu.
5 czerwca 1928 roku „Iskra” wyszła w swą pierwszą podróż, pod dowództwem kpt. Henryka Eibela. Ćwiczebny rejs bałtycki trwał 25 dni i miał za zadanie wypróbowanie okrętu oraz zgranie i przeszkolenie załogi. Pierwszym zagranicznym portem odwiedzonym przez „Iskrę” była łotewska Lipawa 6 czerwca. Następnie odwiedzono Zatokę Tagelacht na wyspie Osel, fińskie porty Hanko i Helsinki oraz Visby na Gotlandzie. 8 lipca okręt wyszedł w pierwszy oceaniczny rejs. W tym czasie „Iskra” zawijała między innymi do Dunkierki, Leixões koło Porto, Casablanki, Cherbourga. W drodze powrotnej 14 października 1928 doszło do kolizji w kanale La Manche z norweskim parowcem „Grey County” i „Iskra” musiała zostać osadzona na mieliźnie z powodu przebicia burty. „Iskra” przebywała następnie 4 tygodnie w jednej ze stoczni w Dover i dopiero w końcu listopada powróciła do kraju. 9 maja 1929 roku okręt wyruszył w swój drugi oceaniczny rejs. „Iskra” przechodziła wówczas po raz pierwszy przez Kanał Kiloński, zawinęła do Lizbony i Funchalu na Maderze. Następnie udała się na Wyspy Kanaryjskie, gdzie stała w Santa Cruz na Teneryfie, La Luz koło Las Palmas, skąd po 8 dniach pomyślnej żeglugi weszła do Horty, stolicy wyspy Faial na Azorach. 13 lipca okręt został zaalarmowany wiadomością o przymusowym lądowaniu polskich lotników dokonujących próby pierwszego przelotu przez Atlantyk samolotem „Marszałek Piłsudski” (według innych źródeł „Orzeł Biały”). Okręt natychmiast pospieszył im z pomocą. W porcie Santa Cruz na pokład stojącej na kotwicy „Iskry” przetransportowano łodziami rannego majora Kubalę oraz zwłoki majora Idzikowskiego. W drodze powrotnej okręt zawinął do Horty, gdzie dowódca czekał na dalsze rozkazy z Warszawy. Polecono „Iskrze” natychmiast wracać ze zwłokami do kraju. W celu uzupełnienia zapasów okręt wszedł do Ponta Delgada i Cherbourga, gdzie wyokrętowano rannego majora Kubalę. 3 sierpnia okręt dotarł do Gdyni.
7 maja 1930 „Iskra” wyruszyła w trzecią podróż oceaniczną trwającą 189 dni na dystansie 13 000 Mm. Trasa rejsu wiodła przez Kanał Kiloński do Cherbourga, gdzie nastąpiło spotkanie z „Wichrem”. Dalszymi portami były Portsmouth, Las Palmas, Santiago de Cuba i Newport News. W drodze powrotnej do Europy „Iskra” napotkała na huragan – w 4. dniu podróży 28 sierpnia o godzinie 22.30 okręt wpadł w oko cyklonu. Spotkanie z cyklonem kosztowało „Iskrę” utratę drugiego w tej podróży kompletu żagli, złamanie dwóch gafli, uszkodzenie łodzi oraz porwanie licznych lin ruchomego takielunku, ponadto wybuchł pożar w pomieszczeniu, gdzie znajdowała się radiostacja. Po 17 dniach okręt wszedł do Brestu, skąd dalej przez kanał Kiloński powrócił do Gdyni, kończąc pływanie 23 października.
W 1931 roku, po bieżącym remoncie w Danziger Werft, 16 maja „Iskra” pożegnała Gdynię udając się w swoją czwartą podróż, zawijając kolejno do portów: Lizbony, przez cieśninę Gibraltarską na wody Morza Śródziemnego, Cagliari, stolicy Sardynii, do Neapolu. Od 21 do 25 lipca „Iskra” żeglowała na Maltę do Valletty przechodząc przez Cieśninę Mesyńską. Z Valletty „Iskra” popłynęła do Bizerty. Po postoju w tym porcie nastąpiło długie 28-dniowe przejście przez Azory do Ponto Delgada, a potem do Antwerpii. W ostatniej dekadzie października okręt przepłynął cieśniny duńskie i Bałtyk wracając do Gdyni 29 października 1931 roku. W roku 1932 do końca czerwca trwał remont na „Iskrze” i dopiero 30 lipca mogła wyruszyć ona w swój piąty rejs szkolny. Pierwszy postój miał miejsce w Cherbourgu, następnie w Lizbonie i Casablance. Po 13 dniach żeglugi na Atlantyku „Iskra” weszła na wyspach Azorskich do Horty, a następnie przez kanał La Manche, na którym „Iskrę” zaskoczył sztorm, do Devonport koło Plymouth. W wyniku sztormu uległo awarii sprzęgło, uniemożliwiając użycie silnika. Z powodu remontu powrót do kraju nastąpił dopiero 23 listopada.
W roku 1933 „Iskra” przeszła po raz pierwszy remont w warsztatach Marynarki Wojennej. Dowódcą okrętu został kpt. mar. Stanisław Nahorski. Ze względu na fakt, iż w roku 1932 nie było naboru do Szkoły Podchorążych Marynarki Wojennej, „Iskra” tylko na dwa miesiące opuściła Gdynię i udała się w rejs bałtycki z kandydatami. Trasa tego rejsu wiodła przez Nexø, Visby i Windawę. W 1934 roku udział w rejsie na Morze Śródziemne wzięli uczniowie pierwszego roku studiów. W czasie rejsu szkuner odwiedził siedem portów zagranicznych: Cherbourg, Porto, Bizertę, Palmę, Funchal, Brest i Christiansund. W tym roku „Iskra” nie korzystała z Kanału Kilońskiego, a trasa rejsu przebiegała w obie strony przez Sund. Powrót okrętu do Gdyni nastąpił pod koniec września. 15 maja 1935 roku okręt wyruszył z Gdyni, przeszedł przez Sund, zatrzymał się na kilka dni w Brugii, a następnie wyruszył do Lizbony. Stąd udał się na Morze Śródziemne, gdzie odwiedził Palmę. W porcie tym „Iskra” przebywała trzy tygodnie. Następnym portem był Algier, skąd okręt popłynął przez Atlantyk, by zatrzymać się Santa Cruz i Ponta Delgada. W drodze powrotnej do kraju okręt zatrzymał się tylko w Dover. Powrót do Gdyni nastąpił 29 września. Rejs w roku 1936 odbywał się starą trasą przez Morze Śródziemne, okręt zawinął do Hawru, Kadyksu, Palmy, Casablanki, Ponta Delgada i Funchalu. W drodze powrotnej okręt zatrzymał się w angielskim porcie Gravesend, skąd przez Kanał Kiloński w końcu września powrócił do Gdyni. W roku 1937 dowódcą okrętu został kmdr. ppor. Aleksander Hulewicz, który poprowadził „Iskrę” tradycyjnym już szlakiem na Morze Śródziemne. Okręt zatrzymał się na postoje w Lizbonie, Cagliari na Sycylii, Casablance, Funchalu, Ponta Delgada i w drodze powrotnej w Cherbourgu. Z Bałtyku „Iskra” wyszła przez Sund, a wróciła przez Kanał Kiloński. W roku 1938 kolejnym dowódcą został kmdr. ppor. Stefan Umecki, pod rozkazami którego „Iskra” wyszła w dziesiąty zagraniczny rejs. Trasa tego rejsu liczyła 9000 Mm, a nowością było wejście tego okrętu na wody Adriatyku. Pierwszy nieprzewidziany postój z powodu awarii sprzęgła wypadł w duńskim porcie Køge, drugi planowy w Gravesend. Ponowna awaria sprzęgła zmusiła „Iskrę” do zawinięcia do Hawru, gdzie dokonano jego wymiany. W tym roku na skutek wojny domowej ominięto porty w Hiszpanii i Portugalii. Okręt zatrzymał się dopiero w Oranie, a później skierował się na Adriatyk i zawinął do Dubrownika oraz na wyspę Korfu. Po dłuższym postoju „Iskra” powróciła na Atlantyk, weszła do Casablanki, następnie przeszła do Ponta Delgada, a w drodze powrotnej po raz pierwszy zakotwiczyła w Amsterdamie. Powrót na Bałtyk odbył się przez Kanał Kiloński.
W pierwszym okresie służby „Iskra” odwiedziła następujące państwa: Egipt, Finlandia, Francja, Grecja, Hiszpania, Maroko, Portugalia, Szwecja, Wielka Brytania, Włochy, Stany Zjednoczone.

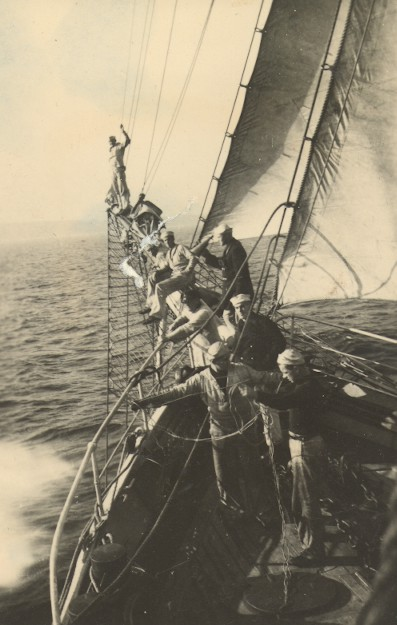
Marynarze na dziobie

### II wojna światowa
II wojna światowa zastała „Iskrę” w rejsie szkolnym na Morze Śródziemne. Z uwagi na zwiększoną liczebność, jedynie połowa kursu podchorążych II rocznika została zaokrętowana na „Iskrze”, a druga część na ORP „Wilia”. W sierpniu 1939 „Iskra” dołączyła do „Wilii” w Casablance w Maroku, będącym francuskim protektoratem. 25 sierpnia „Iskra” opuściła port, płynąc do Las Palmas (gdzie stał niemiecki zaopatrzeniowiec „Winnetou”), lecz po otrzymaniu informacji o wybuchu wojny, 2 września 1939 roku powróciła do Casablanki. W dniu planowanego wejścia do Las Palmas, 5 września, niemieckie radio ogłosiło o rzekomym zatopieniu „Iskry”. 13 września załoga „Iskry” brała udział w akcji ratowania rozbitków ze stawiacza min „Pluton”, który wybuchł w porcie; sam żaglowiec doznał powierzchownych uszkodzeń od odłamków. 10 października„ Iskra” zacumowała wraz z ORP „Wilia” w Port Lyautey w górze rzeki Sebou. 18 października opuszczono na okrętach bandery i wyokrętowano i ewakuowano do Francji podchorążych oraz załogi, pozostawiając załogi szkieletowe. Po klęsce Francji, udało się uzyskać zgodę francuskich władz kolonialnych na wyjście obu okrętów i „Iskra”, pod dowództwem kapitana ż.w. Stefana Gorazdowskiego, z prowizorycznie skompletowaną załogą, przeszła 5 lipca 1940 do Gibraltaru. Przy tym ewakuowano z Maroka pewną liczbę żołnierzy, głównie polskich lotników, którzy znaleźli się tam po klęsce Francji. 29 listopada 1940 szkuner został wyczarterowany Królewskiej Marynarce Wojennej Wielkiej Brytanii, która od 31 listopada pod nazwą HMS „Pigmy” eksploatowała go w Gibraltarze w roli okrętu-bazy dla kutrów torpedowych. Po zakończeniu działań, dopiero 1 kwietnia 1947 roku żaglowiec, będący w złym stanie technicznym, został poddany inspekcji przez Polską Misję Morską. Uzgodniono zwrot żaglowca polskiej Marynarce Wojennej podległej władzom w kraju i przeprowadzono pierwsze prace remontowe na koszt strony brytyjskiej. 22 września 1947 roku żaglowiec przeholowano do Portsmouth w celu dalszego remontu. Po remoncie został objęty przez polską załogę 21 czerwca 1948 roku, a 23 czerwca ponownie podniósł banderę.

### Okres powojenny
1 lipca 1948 roku ORP „Iskra” powróciła do Gdyni, a 8 lipca została formalnie wcielona do służby i od razu weszła do kampanii szkolnej z podchorążymi na Bałtyku. W sierpniu 1949 roku odbyła pierwszą powojenną wizytę zagraniczną w Leningradzie. Od tego czasu do 1974 roku odbywała rejsy z podchorążymi Wyższej Szkoły Marynarki Wojennej oraz elewami Centrum Szkolenia Specjalistów Marynarki Wojennej. Żaglowiec oprócz Morza Bałtyckiego obecny był na Morzu Północnym, Morzu Barentsa, Morzu Śródziemnym i Oceanie Atlantyckim. Przed wycofaniem pełnił rolę hulku w Porcie Wojennym Gdynia. Ze względu na zużycie eksploatacyjne w dniu 26 listopada 1977 roku został skreślony z listy floty z jednoczesną uroczystością ostatniego opuszczenia bandery na okręcie, w basenie nr X Portu Wojennego Gdynia w których wziął udział dowódca MW admirał Ludwik Janczyszyn, komendant WSMW i podchorążowie oraz byli dowódcy „Iskry”. Okręt podczas służby pod biało-czerwoną banderą przebył łącznie 201 tys. Mm.

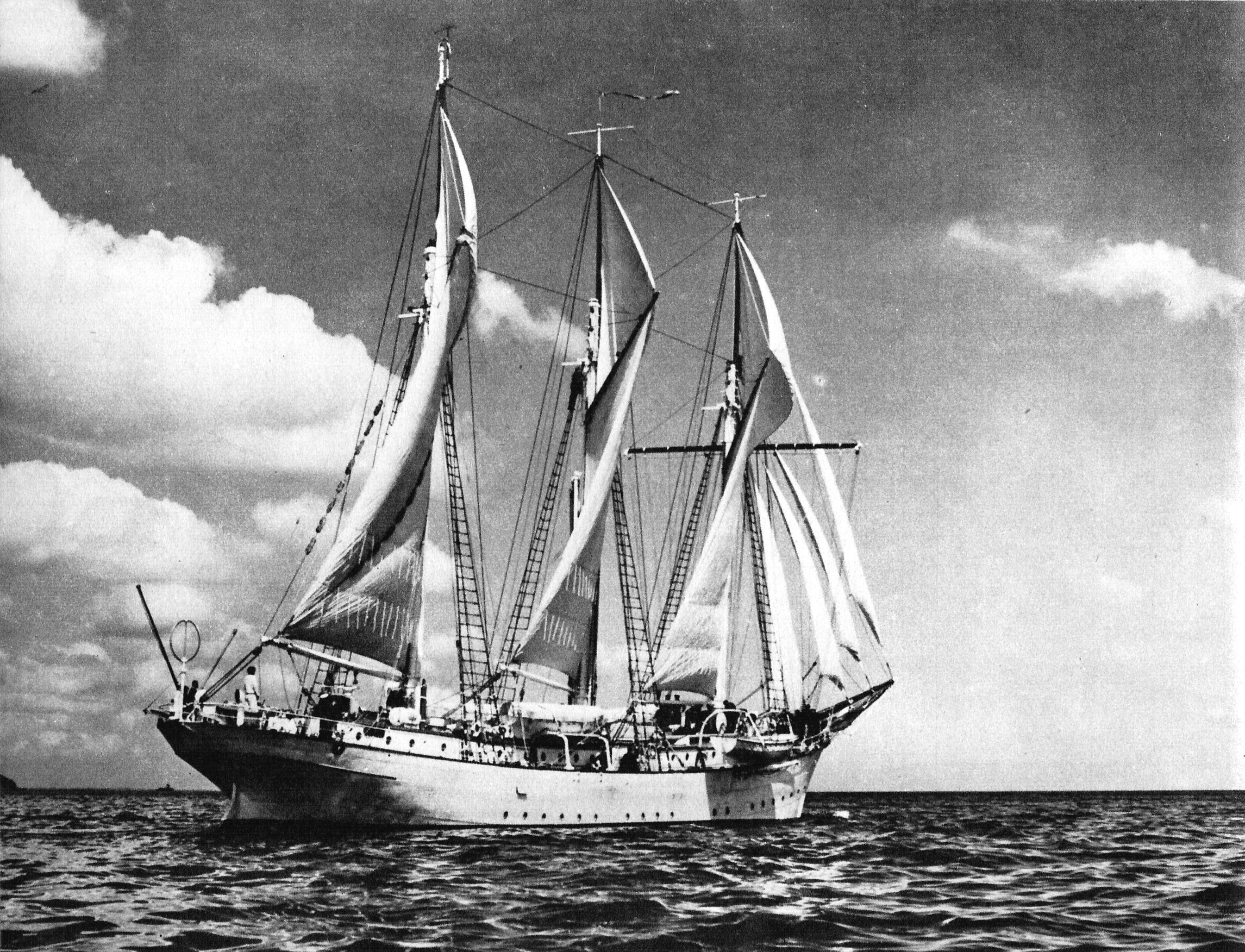
ORP „Iskra” na zdjęciu od rufy

Po zdemontowaniu wyposażenia wrak zacumowano w Gdyni w VIII basenie koło brzegowej stacji demagnetyzacji okrętów. Tutaj zdemontowano maszty i przekazano do klubu żeglarskiego. Po kilku latach opuszczony wrak nabrał tyle wody, że fale wytworzone przez przepływające statki zaczęły wlewać się przez otwory po bulajach. Po wypompowaniu wody okręt został odholowany do kasacji.
Jego następcą stała się trzymasztowa barkentyna o tej samej nazwie – ORP „Iskra”.

## Dowódcy okrętu
- kpt. mar. Henryk Eibel
- kpt. mar. Stefan de Walden
- kmdr ppor. Stanisław Nahorski
- kmdr ppor. Aleksander Hulewicz
- p.o. por. mar. Stefan Filutowicz
- kpt. mar. Romuald Nałęcz-Tymiński
- cz.p.o. ppor. mar. Borys Karnicki
- kmdr ppor. Jerzy Umecki
- p.o. ppor. mar. Stefan Gorazdowski
- kmdr por. Julian Czerwiński
- kmdr ppor. Stefan Kucharski
- kmdr por. Piotr Bigaj
- kmdr por. Ryszard Ułamek

## Rejsy szkolne
| Lp. | Okres                           | Porty                                                                       |
| --- | ------------------------------- | --------------------------------------------------------------------------- |
| 1.  | 5-30 czerwca 1928               | Lipawa, Hanko, Helsinki, Visby                                              |
| 2.  | 18 lipca – 14 października 1928 | Dunkierka, Lizbona, Casablanca, Cherbourg                                   |
| 3.  | 9 maja – 13 sierpnia 1929       | Lizbona                                                                     |
| 4.  | 7 maja – 23 października 1930   | Lizbona, Santa Cruz de Tenerife, Las Palmas, Santiago de Cuba, Newport News |
| 5.  | 6 maja – 30 października 1931   | Lizbona, Cagliari, Neapol, Valletta, Bizerta, Ponta Delgada, Antwerpia      |
| 6.  | 30 lipca – 23 listopada 1932    | Cherbourg, Lizbona, Casablanca                                              |
| 7.  | 6 maja – 23 września 1934       | Cherbourg, Porto, Bizerta, Funchal, Brest                                   |
| 8.  | 20 maja – 23 września 1935      | Brugia, Lizbona, Algier, Santa Cruz de Tenerife, Ponta Delgada, Dover       |
| 9.  | 20 maja – 23 września 1936      | Hawr, Kadyks, Ponta Delgada                                                 |
| 10. | 20 maja – 28 września 1937      | Hawr, Lizbona, Cagliari, Casablanca, Ponta Delgada, Cherbourg               |
| 11. | 15 maja – 28 września 1938      | Oran, Dubrownik, Korfu, Ponta Delgada                                       |
| 12. | 6 maja – 27 września 1939       | Lizbona, Oran, Faleron, Aleksandria, Bizerta, Casablanca                    |
| 13. | 25 sierpnia – 10 września 1949  | Leningrad                                                                   |
| 14. | 23 sierpnia – 1 września 1956   | Lipawa                                                                      |
| 15. | 7 września – 13 września 1956   | Bałtijsk                                                                    |
| 16. | 17 czerwca – 1 lipca 1958       | Leningrad                                                                   |
| 17. | 4 czerwca – 22 lipca 1959       | Murmańsk                                                                    |
| 18. | 2 maja – 2 sierpnia 1961        | Gibraltar, Aleksandria, Casablanca                                          |
| 19. | 22 maja – 12 lipca 1962         | Rostock                                                                     |
| 20. | 24 lipca – 1 sierpnia 1962      | Helsinki                                                                    |
| 21. | 30 czerwca – 16 lipca 1965      | Rostock                                                                     |
| 22. | 29 lipca – 27 sierpnia 1965     | Leningrad                                                                   |
| 23. | 27 czerwca – 19 lipca 1966      | Naantali, Ryga                                                              |
| 24. | 1-28 sierpnia 1966              | Sztokholm, Tallinn                                                          |
| 25. | 3 lipca – 23 sierpnia 1967      | Kopenhaga, Hawr, Bergen                                                     |
| 26. | 3-30 lipca 1968                 | Rostock                                                                     |
| 27. | 6-26 sierpnia 1968              | Kłajpeda                                                                    |
| 28. | 3 lipca – 2 sierpnia 1969       | Göteborg, Kotka                                                             |
| 29. | 6-22 sierpnia 1969              | Leningrad                                                                   |
| 30. | 21 czerwca – 22 sierpnia 1970   | Algier, Oran                                                                |
| 31. | 5 maja – 26 lipca 1971          | Bałtijsk, Stralsund                                                         |
| 32. | 7-23 sierpnia 1971              | Ventspils, Sassnitz                                                         |
| 33. | 28 lipca – 10 sierpnia 1972     | Turku                                                                       |
| 34. | 12-23 sierpnia 1972             | Ryga                                                                        |
| 35. | 1-28 lipca 1973                 | Tallinn                                                                     |
| 36. | 2-25 sierpnia 1973              | Wismar                                                                      |
| 37. | 1-18 lipca 1974                 | Kopenhaga                                                                   |
| 38. | 25 lipca – 15 sierpnia 1974     | Leningrad, Helsinki                                                         |

## Dane taktyczno-techniczne
- Wyporność: 500 t
- kadłub – stalowy nitowany

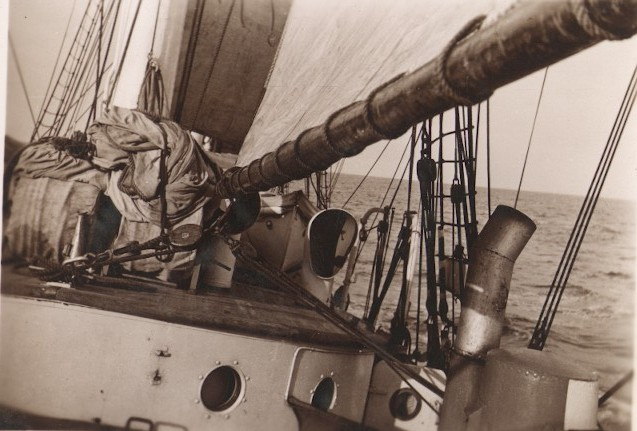
Widok na śródokręcie

- długość całkowita okrętu z bukszprytem – 50,72 m
- długość bez bukszprytu – 41,72 m
- maksymalna szerokość – 7,88 m
- zanurzenie na dziobie – 3,20 m
- zanurzenie na rufie – 3,80 m
- załoga etatowa – 29 osób
- załoga szkolna – 40 osób
- typ osprzętu żaglowego – szkuner gaflowy
- powierzchnia ożaglowania – 693,3 m²
- powierzchnia żagli sztormowych – 174 m
- wysokość grotmasztu (liczona od pokładu do topu stengi) – 27,30 m
- wysokość kolumn masztów (liczona od pokładu) – 20,50 m
- długość stengi – 9,80 m
- długość bukszprytu wystającego poza dziób – 9,00 m
- prędkość pod żaglami – do 10 węzłów (przy wiatrach z baksztagu)
- napęd pomocniczy – silnik NOHAB URSUS o mocy 260 KM
- prędkość na silniku – do 7 węzłów.
- pojemność: 373,2 BRT
- Ilość załogi: 20 osób stałej, 40 osób szkolnej

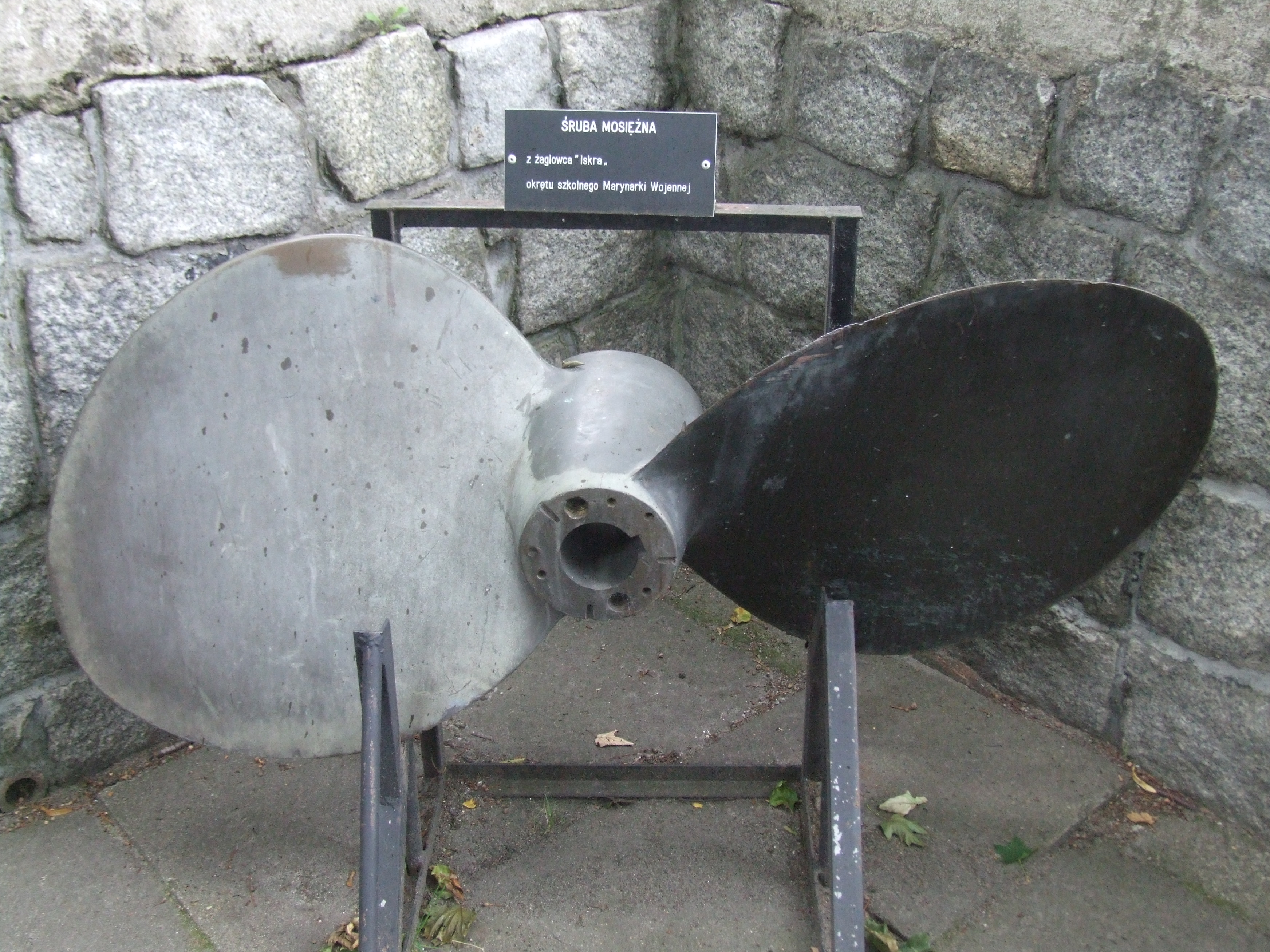
Śruba w Muzeum Marynarki Wojennej w Gdyni

## Zachowane elementy
- śruba napędowa znajduje się w Muzeum Marynarki Wojennej w Gdyni
- maszty zostały przekazane klubom żeglarskim

## Filatelistyka
Poczta Polska wyemitowała 29 czerwca 1985 r. znaczek pocztowy przedstawiający ORP Iskra o nominale 5 złotych. Autorem projektu znaczka był Michał Piekarski, ryt wykonał Piotr Naszarkowski. Znaczek pozostawał w obiegu do 31 grudnia 1994 r..

## Plany i modele
- Mały Modelarz nr 6/1965